# IDSL
 (décembre 2022).
Si vous disposez d'ouvrages ou d'articles de référence ou si vous connaissez des sites web de qualité traitant du thème abordé ici, merci de compléter l'article en donnant les références utiles à sa vérifiabilité et en les liant à la section « Notes et références ».
 (décembre 2022).
IDSL (ISDN Digital Subscriber Line) ou Ligne Numérique d'Abonné ISDN Symétrique : permet la transmission de données partantes ou arrivantes à haut débit.
La vitesse varie de 64 à 144 kbit/s sur une simple paire de fils de cuivre.
Le niveau maximum IDSL à partir d'un central est de 5 km, mais peut être doublé avec un répéteur en « U ».